# 더그 로
더글러스 (더그) 고든 아서 로(Douglas (Doug) Gordon Arthur Lowe, 1902년 8월 7일 ~ 1981년 3월 30일)는 영국의 육상 선수이자, 1924년과 1928년 하계 올림픽 800m 2연승을 하였다.
맨체스터에서 태어나 해로우 학교와 하이게이트 학교에서 수학하면서, 뛰어난 중거리 육상 선수가 되어 1920년 880 야드의 공립 학교 타이틀을 우승하였다. 후에 케임브리지에 있는 펨브로크 칼리지에서 법학을 공부하고 축구를 하였으며, 1922년과 1923년 옥스퍼드 대학교를 상대로 880 야드를 우승하였다. 또한 1924년 마일(1609m)과 3분 1 마일(402m) 경주를 우승하기도 하였다.
파리 올림픽에서 1분 52.4초의 유럽신기록을 세워 금메달을 획득하였다. 그는 경주 전의 우승 후보로 보이던 자신의 대학 동료 선수 헨리 스톨라드를 꺾었는 데, 다리 부상을 당한 스톨라드는 4위로 왔다. 1500m에도 나간 로는 4위를 하였다.
1926년 AAA 선수권 대회에서 독일의 오토 펠처에게 880 야드 경주를 패하였다.
1927년과 1928년 국내 선수권 대회에서 440 야드와 880 야드를 우승하였고, 암스테르담 올림픽에서 1분 51.8초의 기록과
함께 800m 2연승을 차지하였다. 또한 1600m 릴레이의 영국 팀 최종주자를 맡기도 하였으나, 5위를 하였다.
1926년 600 야드에서 1분 10.6초의 세계 기록을 세웠다. 그의 다른 개인 전력들은 440 야드의 48.8초(1927), 800m의 1분 51.2초(1928), 1500m의 3분 57.0초(1924), 1마일의 4분 21.0초(1925)를 포함한다.
1928년 말기 시즌에 육상에서 은퇴한 후, 런던의 이너 템플에서 법률을 시작하였다. 1931년부터 1938년까지 아마추어 육상 협회의 장관을 지냈다.
켄트주 크랜브룩에서 78세의 나이로 사망하였다.